# Pływanie na Letnich Igrzyskach Olimpijskich 2024 – 200 m stylem dowolnym mężczyzn
200 m stylem dowolnym mężczyzn – konkurencja pływacka, która odbyła się podczas Letnich Igrzysk Olimpijskich 2024 w Paryżu. Eliminacje i półfinały zostały rozegrane 28 lipca, a finał 29 lipca 2024.

## Terminarz
| Data          | Godzina rozpoczęcia (CET) | Runda      |
| ------------- | ------------------------- | ---------- |
| 28 lipca 2024 | 11:00                     | Eliminacje |
| 28 lipca 2024 | 20:46                     | Półfinały  |
| 29 lipca 2024 | 20:41                     | Finał      |

## Rekordy
Rekord świata i rekord olimpijski przed rozpoczęciem zawodów:
| Rekord            | Zawodnik        | Czas    | Miejsce | Data             |
| ----------------- | --------------- | ------- | ------- | ---------------- |
| Rekord świata     | Paul Biedermann | 1:42,00 | Rzym    | 28 lipca 2009    |
| Rekord olimpijski | Michael Phelps  | 1:42,96 | Pekin   | 12 sierpnia 2008 |

## Wyniki

### Eliminacje
| Miejsce | Wyścig | Tor | Zawodnik               | Reprezentacja     | Czas      | Uwagi |
| ------- | ------ | --- | ---------------------- | ----------------- | --------- | ----- |
| 1.      | 4      | 4   | David Popovici         | Rumunia           | 1:45,65   | Q     |
| 2.      | 3      | 3   | Danas Rapšys           | Litwa             | 1:45,91   | Q     |
| 3.      | 4      | 8   | Lucas Henveaux         | Belgia            | 1:46,04   | Q     |
| 4.      | 4      | 5   | Hwang Sun-woo          | Korea Południowa  | 1:46,13   | Q     |
| 5.      | 2      | 5   | Maximillian Giuliani   | Australia         | 1:46,15   | Q     |
| 6.      | 2      | 4   | Matthew Richards       | Wielka Brytania   | 1:46,19   | Q     |
| 7.      | 2      | 3   | Katsuhiro Matsumoto    | Japonia           | 1:46,23   | Q     |
| 7.      | 4      | 3   | Luke Hobson            | Stany Zjednoczone | 1:46,23   | Q     |
| 9.      | 4      | 2   | Thomas Neill           | Australia         | 1:46,27   | Q     |
| 10.     | 3      | 4   | Lukas Märtens          | Niemcy            | 1:46,33   | Q     |
| 11.     | 3      | 5   | Duncan Scott           | Wielka Brytania   | 1:46,34   | Q     |
| 12.     | 2      | 6   | Kim Woo-min            | Korea Południowa  | 1:46,64   | Q     |
| 13.     | 2      | 2   | Rafael Miroslaw        | Niemcy            | 1:46,81   | Q     |
| 14.     | 2      | 1   | Denis Loktev           | Izrael            | 1:47,01   | Q     |
| 15.     | 3      | 2   | Alessandro Ragaini     | Włochy            | 1:47,31   | Q     |
| 16.     | 3      | 7   | Filippo Megli          | Włochy            | 1:47,39   | Q     |
| 17.     | 2      | 8   | Antonio Djakovic       | Szwajcaria        | 1:47,46   |       |
| 18.     | 1      | 4   | Velimir Stjepanović    | Serbia            | 1:47,56   |       |
| 19.     | 3      | 6   | Chris Guiliano         | Stany Zjednoczone | 1:47,60   |       |
| 20.     | 3      | 8   | Jorge Iga              | Meksyk            | 1:48,38   |       |
| 21.     | 1      | 5   | Saso Boskan            | Słowenia          | 1:48,75   |       |
| 22.     | 4      | 6   | Pan Zhanle             | Chiny             | 1:49,47   |       |
| 23.     | 4      | 7   | Ji Xinjie              | Chiny             | 1:49,88   |       |
| 24.     | 1      | 3   | Omar Abbass            | Syria             | 1:53,01   |       |
| 25.     | 1      | 6   | Muhammad Ahmed Durrani | Pakistan          | 1:58,67   |       |
| 26. !   | 4      | 1   | Guilherme Costa        | Brazylia          | 9:99,99 ! | DNS   |
| 26. !   | 3      | 1   | Nándor Németh          | Węgry             | 9:99,99 ! | DNS   |
| 26. !   | 2      | 7   | Felix Auböck           | Austria           | 9:99,99 ! | DNS   |

### Półfinały
| Miejsce | Wyścig | Tor | Zawodnik             | Reprezentacja     | Czas    | Uwagi |
| ------- | ------ | --- | -------------------- | ----------------- | ------- | ----- |
| 1.      | 2      | 4   | David Popovici       | Rumunia           | 1:44,53 | Q     |
| 2.      | 2      | 7   | Duncan Scott         | Wielka Brytania   | 1:44,94 | Q     |
| 3.      | 1      | 6   | Luke Hobson          | Stany Zjednoczone | 1:45,19 | Q     |
| 4.      | 1      | 2   | Lukas Märtens        | Niemcy            | 1:45,36 | Q     |
| 5.      | 2      | 3   | Maximillian Giuliani | Australia         | 1:45,37 | Q     |
| 6.      | 1      | 4   | Danas Rapšys         | Litwa             | 1:45,48 | Q     |
| 7.      | 1      | 3   | Matthew Richards     | Wielka Brytania   | 1:45,63 | Q     |
| 8.      | 2      | 6   | Katsuhiro Matsumoto  | Japonia           | 1:45,88 | Q     |
| 9.      | 1      | 5   | Hwang Sun-woo        | Korea Południowa  | 1:45,92 |       |
| 10.     | 2      | 2   | Thomas Neill         | Australia         | 1:46,18 |       |
| 11.     | 2      | 5   | Lucas Henveaux       | Belgia            | 1:46,20 |       |
| 12.     | 1      | 7   | Kim Woo-min          | Korea Południowa  | 1:46,58 |       |
| 13.     | 1      | 8   | Filippo Megli        | Włochy            | 1:46,87 |       |
| 14.     | 2      | 8   | Alessandro Ragaini   | Włochy            | 1:47,08 |       |
| 15.     | 2      | 1   | Rafael Miroslaw      | Niemcy            | 1:47,34 |       |
| 16.     | 1      | 1   | Denis Loktev         | Izrael            | 1:47,93 |       |

### Finał
| Miejsce | Tor | Zawodnik             | Reprezentacja     | Czas    | Uwagi |
| ------- | --- | -------------------- | ----------------- | ------- | ----- |
| 1 !     | 4   | David Popovici       | Rumunia           | 1:44,72 |       |
| 2 !     | 1   | Matthew Richards     | Wielka Brytania   | 1:44,74 |       |
| 3 !     | 3   | Luke Hobson          | Stany Zjednoczone | 1:44,79 |       |
| 4.      | 5   | Duncan Scott         | Wielka Brytania   | 1:44,87 |       |
| 5.      | 6   | Lukas Märtens        | Niemcy            | 1:45,46 |       |
| 5.      | 7   | Danas Rapšys         | Litwa             | 1:45,46 |       |
| 7.      | 2   | Maximillian Giuliani | Australia         | 1:45,57 |       |
| 8.      | 8   | Katsuhiro Matsumoto  | Japonia           | 1:46,26 |       |